# 薬菓
- 薬菓
- 薬果

薬菓または薬果（약과、ヤックァ）は、朝鮮半島の伝統的な菓子、韓菓のひとつである。

## 概要
薬果は、韓菓の中で油と蜜をつかう菓子の総称である油蜜果を代表する菓子であり、油蜜果の別称として用いられている場合もある。朝鮮では古来から蜂蜜の薬効を重要視しており、韓国の公式機関である宮中餅菓研究院では、薬果の「薬」とは蜂蜜とごま油を使用していることを意味するとしている。また、もともとナツメやクリ、ナシなど果物をかたどって作られていたため、お菓子で作った果物という意味で「果」という名前がつけられている。
宮中餅果研究院における伝統的な薬果の製造工程は以下のものとなる。
1. 小麦粉に、ごま油、蜂蜜、砂糖、水飴、焼酎を混ぜ合わせて生地を作る
2. できた生地を台の上で伸ばし、包丁もしくは菓子型で型抜きする
3. 低温の油で煮るように揚げる
4. 油を切り、水飴にショウガを加えたシロップに浸し、引き上げた後に余分なシロップを切る

完成後に生地が多層的に仕上がることが、薬果の重要な特徴のひとつとされている。薬果の全工程には5 - 6日を要し、適切に作られた薬果は常温で3ヶ月品質が保たれる。
韓国では古くから日常でのおやつや先祖供養の供物やハレの日の菓子としても親しまれており、家庭等で作るほか、露店やスーパー等でも簡単に入手でき、日本でもコリアンショップなどで入手できる。
しかし、尹瑞石は、現在一般的に市販されている薬果は伝統的な手法で作られておらず、本来の薬果の特徴を持つものは少ないと述べている。

## 日本への伝来
薬菓は対馬国や博多を通じて「くわすり」という名で15世紀頃から日本にもたらされ、16世紀後半から17世紀にかけて行われた大茶会や豪華な饗応の中で、菓子の盛り合わせの品目の一つとして珍重された。しかし、南蛮菓子の流入と発展によって次第に外来菓子としての存在価値が失われ、日本の菓子として変化しないままに18世紀には消失してしまった。唯一の例外として、日朝外交の場となった対馬国では、朝鮮通信使を饗応する料理の品目として明治維新に至るまでくわすりが作られ続けた。